# Manila Bulletin
Il Manila Bulletin, noto come Manila Daily Bulletin dal 1906 al 1972 e Bulletin Today dal 1972 al 1986, è un quotidiano filippino nato a Manila nel 1900. È tra i più diffusi nel paese assieme al Philippine Daily Inquirer, ed il più antico dopo il The Manila Times.

## Storia
Il Manila Bulletin venne fondato il 2 febbraio 1900 dall'imprenditore statunitense Carson Taylor.